# Friedrich Egon von Fürstenberg
Friedrich Egon von Fürstenberg, czes. Bedřich z Fürstenberka (ur. 8 października 1813 w Wiedniu, zm. 20 sierpnia 1892 w Hukvaldach) – arcybiskup ołomuniecki w latach 1853–1892.

## Życiorys
W 1832 został kanonikiem ołomunieckim dzięki poparciu cesarza Franciszka I. 15 października 1836 przyjął święcenia kapłańskie. W 1838 uzyskał doktorat z teologii. Wkrótce został prepozytem kapituły w Kromieryżu.
6 czerwca 1853 kapituła ołomuniecka wybrała go na arcybiskupa. Święcenia biskupie przyjął 4 września 1853. W latach 1854–1860 wybudował w Kromieryżu gimnazjum męskie. Dbał o budowę o kościołów w swojej archidiecezji. W 1859 doprowadził do beatyfikacji Jana Sarkandra. Arcybiskup nigdy nie nauczył się czeskiego, ale mimo to dbał o równouprawnienie niemieckiego i czeskiego w swojej archidiecezji. 12 maja 1879 został mianowany kardynałem z tytułem San Crisogono.